# Министерство финансов Республики Беларусь
Министерство финансов Республики Беларусь (Минфин; бел. Міністэрства фінансаў Рэспублікі Беларусь) — орган государственного управления, координирующий политику в сфере финансов и регулирующий финансовую сферу деятельности. Министр — Юрий Селиверстов.

## История

### Финансовая система Полоцкого княжества
Налогово-данническая система в Полоцке в основных своих чертах на первоначальном этапе совпадала с варяжской. Главным источником доходов князя являлась дань в натуральной форме, взимавшаяся с подвластного ему населения. Собранные во время объездов территории меха часто реализовывались на внешних рынках. За полученные налоги князь обязывался обеспечивать безопасность жителей подконтрольной ему территории.
Кроме дани князь получал военную добычу (трофеи), добровольные дары-подношения, судебные и торговые пошлины в натуральной или денежной форме.
В Киевской Руси вместо взимания дани в виде полюдья в середине X в. княгиней Ольгой была введена новая система погостов, при которой из округи в определённый населенный пункт свозилась дань. Подобная система действовала и в Полоцком княжестве, после включения его в состав Киевской Руси.
Постепенно восстановив независимость, князь Изяслав начал проводить самостоятельную политику, в том числе в области фиска, в частности ввел десятину, состоявшую из 1/10 части княжеских даней, поступлений от суда, а также торговых пошлин, которая шла на развитие христианства.
Активность князя Изяслава положила начало формированию собственной полоцкой налогово-даннической системы, окончательно сложившейся во времена правления его сына Брячислава.
В XI—XII вв. главным распорядителем Полоцкой земли в финансовой сфере оставался князь. Денежные суммы поступали в его казну в виде не только судебных штрафов, торговых и мытных пошлин, даров, но и налогов и сборов, в том числе экстраординарных.
Однако при решении ключевых вопросов (в том числе финансового характера) князь собирал «тинг» — народное собрание со своими мужами, в котором одни историки видят раду при князе, другие — городское вече.
Отметим, что военные успехи Брячислава (1003—1044) существенно повысили финансовый потенциал княжества и сделали Полоцк одним из крупнейших культурных и политических центров Восточной Европы. Военные походы, управление государством, личные по требности двора и его дружины требовали значительных поступлений, которые обеспечивала эффективная система сбора дани, налогов. Экспансионистскую внешнюю политику отца продолжил Всеслав Брячиславич (1029—1101), присоединивший к Полоцку земли латгалов, ливов, земгалов, куршей и селов (прибалтийские племена). Извечными данниками также являлись племена водь и жамойты. В белорусских летописях первой половины XVI в. уточнялось, что они платили дань лыком и вениками. Подчинение балтских и финно-угорских племен в Прибалтике позволило Полоцкому княжеству в XI—XII в. стать морской державой. Рост дани и финансовых поступлений в казну князя Всеслава позволили ему приступить к редким в то время по стройкам каменных архитектурных сооружений, первым из которых стал храм Святой Софии в Полоцке культовый для православных Восточной Европы религиозный объект (взорван российскими войсками в XVIII в.).
В XII—XIII вв. казна постепенно переходит из-под авторитарной юрисдикции князя к вече. Доходы от торговли стала собирать городская верхушка во главе с епископом. Отметим, что в основе денежно-весовой системы лежал изрой. Он был достаточно большой и неудобный для расчетов, поэтому его рубили (отсюда и пошло название рубль, сохранившееся в названии белорусской валюты до наших дней).

### Финансовая система в Великом Княжестве Литовском
В X—XII вв. белорусские земли подвергались нападкам татаро-монголов и немецких рыцарей. Под угрозой потери независимости Полоцкое княжество вошло в 1392 году состав федеративного государства — Великого Княжества Литовского (ВКЛ),  а денежно-весовая система Полоцкого княжества легла в основу оформившейся в 1392—1409 гг. общегосударственной денежной системы ВКЛ.
В реализации финансово-налоговой политики великие князья литовские изначально следовали принципу: «новины не вводим, старины не рухаем», т. е. не производили централизованного сбора налогов. Средства взимались по принципам и объёмам согласно традициям удельных княжеств и только «на свои потребы». По сути внутри государства между княжествами оставались внутренние таможенные пошлины. Однако вскоре назначенные великим князем литовским наместники начинают собирать деньги в «помочь господарю».
Главным объектом налогообложения в ВКЛ, как и в практически любом средневековом государстве, была земля. Различными сборами облагались отдельны крестьянские хозяйства, значившиеся в документах чаще всего как «двор». Объектами налогообложения выступали «дым», «поле», «соха» и др. Кроме государственных налогов существовали и частные, собиравшиеся феодалом или церковью с зависимого населения за пользование землей.
Независимо от формы собственности существовали три вида земельной ренты: натуральная (выплачивалась частью полученного урожая), отработочная (за пользование участком земли необходимо было выполнить определённые работы для владельца земли) и денежная. Прорывом для ВКЛ стало время правления (1392—1430) державой великого князя Витовта.
Витовт сосредоточил власть над государством в своих руках централизовал управление и приступил к реформированию налоговой системы.
В 1429 г. в ВКЛ возникла должность подскарбия, который управлял финансами и фактически отвечал за экономическое со стояние страны. При великом князе Казимире Ягеллончике эту должность разделили на две: подскарбия земского (государственного) и подскарбия дворного (придворного).
На всей территории княжества появились наместники, судьи, переписчики населеним, сборщики дани, ревизоры, ключники. Вся натуральная дань и денежные платежи отправлялись в замки, где были построены специальные хранилища, которыми заведовали ключники. Они же выдавали крестьянам расписки об оплате налогов (аналог современных квитанций). Денежные налоги это время имели разные названия: «подымщина», «поданье», «посошное», «денежная дань».
Порядок взимания денежных налогов с сельского населения был изменён, в XV — начале XVI в. В то время различные платежи преимущественно доводились до сельской общины, во главе которой стоял выборный староста. По сути он играл роль налогового инспектора.
Крестьянам запрещалось продавать свои участки и оставлять села. Их обязывали передавать собственные угодья детям по наследству. За соблюдением правил и великокняжеские ревизоры, оберегавшие государственные земли, чтобы с «дань не пропала и плат был». Ещё одну группу населения ВКЛ составляли землевладельцы-феодалы, делившиеся на категории по экономическому положению.
Самой многочисленной из них были мелкие землевладельцы — земяне — дробнопоместные феодалы, владевшие землей на правах прохождения воинской службы в шляхетском ополчении. За это они освобождались от основных государственных налогов, кроме «серебщины» (чрезвычайный военный налог), «поконевщины» (собиралась за каждого коня, не выставленного для участия в военных действиях) и «ордынщины».

### Совершенствование налоговой системы на территории Беларуси в XV—XVI вв.
В XV в. получили распространение особые налоги, накладываемые на еврейские общины. Дополнительно в период войн их обязывали вносить денежные подати сверх стандартных поборов (например, «на оборону земскую»). Данное мудрое решение тогдашних финансистов обеспечивало один из основных принципов налогов — справедливость их сбора и распределения, поскольку религиозные каноны запрещали представителям этого народа поступать на военную службу других государств, кроме еврейского. В свою очередь христиане платили церковную десятину.
Дальнейшее совершенствование налоговой системы произошло в первой половине XVI в. Постепенно зажиточная часть земян сливалась со шляхтой, а беднейшая, сохранив свое название, попадала в вассальную зависимость от великого князя или феодалов. Земян обязывали платить чинш и конный налог. Однако данная мера не помогала великокняжескому двору наполнять казну, так как многочисленная аристократия (шляхта) полностью освобождалась от налогов при условии прохождения воинской службы.
Кроме того, великие князья часто отдавали отдельные волости крупным магнатам во временное пользование, носившее название «держание» или «кормление».
Важным шагом в процессе совершенствования системы налогообложения ВКЛ стала аграрная реформа 1557 г., инициированная великой княгиней Боной Сфорцей (1494—1557). В результате было проведено измерение (помер) имевшихся угодий. Единицей обложения стала волока — стандартный по размеру участок площадью 21 га.
С тех пор объём налоговых поступлений определялся количеством и качеством земли. По качеству земли делились на четыре категории: «хорошие», «средние», «подлые», «вельми подлые». В результате произошёл окоичательный переход к земельному налогообложению (согласно современной терминологии была проведена первая кадастровая оценка земли).
Облагалась налогами ремесленная деятельность. Её видовое разнообразие  свидетельствует о высоком уровне развития белорусских городов.
Важное место в ВКЛ заняли регалии — доходные прерогативы казны, ставшие переходной ступенью от доменального хозяйства (доменов) к налоговой системе, близкой к нашему пониманию. По сути они представляли собой привилегии на по- лученне определённых доходов от той или иной деятельности. Можно сказать, что их появление положило начало возникновению косвенных налогов.
Особую роль в формировании доходной части земского скарба играла таможенная регалия. При великом князе Александре Ягеллончике (1492—1506) были созданы таможенные округа, получившие на звание «мыто». Центрами округов стали крупные таможни —«головные мытные каморы».
Кроме того, в 1492 г. в Вильне открыли монетный двор ВКЛ.
В 1561 г. был введен государственный акциз на спиртные напитки и помол хлеба.
В конце XVI в. большая часть налогов отправлялась в Вильню, где они поступали в казну державы, о чём составлялись соответствующие записи в приходных книгах. Кроме того, фиксировались и расходы на жалованье членам правительства и шляхте, ведение войн и содержание армии, дипломатические переговоры и подарки, сооружение оборонительных замков и прокладывание дорог, содержание великокняжеского двора, банкеты и т. п.
Составление балансов доходов и расходов, решения сеймов в финансовой сфере, а также разделение скарба создавали условия для формирования института бюджета. Первые отчёты о доходной части бюджета ВКЛ относятся к 1535 г., когда подскарбием земским был Иван Горностай. Считается, что при Остафии Богдановиче Воловиче в середине XVI в. эта должность по своему значению приблизилась к пониманию современной должности министра финансов.
Денежную систему ВКЛ можно назвать достаточно развитой. Формировалась она долго и, несмотря на огромное влияние соседей, всё-таки имела свои особенности. Основной денежной единицей был пражский грош. В разное время его масса и содержание в нём серебра колебались довольно значительно. Шестьдесят грошей составляли копу. Стандартом считалось приравнивание её к 1 пражской гривне достоинством 253,17 г серебра 775 пробы.
Злотый долгое время денежным средством не являлся, был счетной единицей, равнявшейся 30 грошам. Мелкими разменными монетами являлись в разное время пенязь и шеляг. Номиналы были весьма разнообразны: гроши, полугроши, трояки, шестаки и т. д. Кроме собственной монеты, в ВКЛ ходили и иностранные: талеры и золотые (имущественно венгерского происхождения). Для них существовал свой обменный курс.
Время от времени ограниченный выпуск талеров и дукатов производился и некоторыми королями.
Существовавшие в ВКЛ инструменты финансового рынка, бюджетные отношения и развитая система налогообложения были не правилом, а, скорее, исключением для Средневековой Европы. По их развитию княжество опережало большинство европейских государств.

### Развитие финансов в составе Речи Посполитой
B результате Люблинской унии 1569 г. ВКЛ и Польское королевство образовали Речь Посполитую. В этот период финансовые вопросы находились в ведении общего сейма, который определял характер, размер, сроки выплаты налогов, а также утверждал их сборщиков в поветах и воеводствах — поборцев. Однако согласие на новые платежи и назначение уполномоченных по их сбору должны были давать поветовые сеймики шляхты ВКЛ и Польши.
Одновременно в ВКЛ сохранился независимый скарб. Позже он был окончательно разделён на «посполитый» (бел. паспаліты — «всеобщий») и «надворный». Средства со всех налогов и мыт стекались в Вильню в Нижний замок. Позднее было построено специальное скарбовое здание на центральном рынке напротив ратуши.
На наполняемость казны ВКЛ заметно (и отрицательным образом) повлияла Люблинская уния 1569 г. Присоединение украинских земель (Киевское, Волынское, Брацлавское воеводства) и белорусского Подляшья к Польскому королевству существенно снизило доходы посполитого скарба ВКЛ, увеличив налоговую нагрузку на оставшиеся в составе ВКЛ земли.
Во времена правления монархов Речи Посполитой из династии Вазов (1587—1668) основными денежными налогами являлись лановой побор (в ВКЛ лану соответствовала волока). Мыто старое и новое, чоповое (налог на алкоголь), шос (налог на мещан), поголовный налог с татар и евреев, кварта на артиллерию и др. Однако постоянных налогов во времена Речи Посполитой. Из-за слабости центральных властей очень часто по тем или иным причинам деньги не доходили до скарба. Для их взыскания в 1591 г. создали скарбовую комиссию ВКЛ. Считается, что именно из неё в 1613 г. выросла новая финансовая судебная структура — скарбовый трибунал ВКЛ, прародитель органов государственного финансового контроля на белорусских землях. Символами как великого и надворных подскарбиев ВКЛ были ключи. В XVII в. результате их соединения сложилась общая эмблема скарба ВКЛ — два ключа, что сохранилось до наших дней в эмблеме Минфина Беларуси.
В 1649—1650 гг. в ВКЛ был введен государственный подымный налог, единицей обложения которого стал «дым», или двор, раскладываемый на всех обывателей — крестьян, мещан и шляхту.
Огромный материальный ущерб ВКЛ нанесла война между Речью Посполитой и Россией в 1654—1667 гг., в ходе которой финансово-бюджетная и налоговая система государства рухнула.
В денежном обращении царил монетарный хаос. Властям Речи Посполитой виделось спасение в эмиссии новых медных шелягов, которую взялся осуществить королевский секретарь Тит Ливий Боратини. Однако эмиссия неполноценной кредитной монеты лишь разогнала инфляцию до невиданных масштабов.
Не способствовал наведению порядка и Немой сейм Речи Посполитой, прошедший в Гродно 1 февраля 1717 г., на котором вводилось такое понятие, как «военный бюджет». Он должен был формироваться с постоянного налога (пунктуальной оплаты) на армию, но проблем финансового обеспечения войска данная инициатива не решила. Собирали налоги сами армейские «поборцы». Из-за отсутствия надлежащего контроля над ними со стороны государства «военный бюджет» до вольно быстро распался на ряд «полковых и хоругвенных».
Стремление перенести все фискальные тяготы на крестьянское население привело к тому, что магнаты и шляхта постепенно стали главными получателями основных, нерегулярных и косвенных налогов, которых в Беларуси было более ста. В результате государственный скарб ВКЛ в составе Речи Посполитой постоянно испытывал дефицит денежных средств.

### Утрата финансовой самостоятельности в составе Российской империи
В ходе трёх разделов Речи Посполитой белорусские земли к 1795 г. были оккупированы и позже присоединены к Российской империи. Развитие финансовых отношений в этот период происходило только на локальном (губернском) уровне. Хозяйственной и финансовой деятельностью на местах — в губерниях, в том числе в белорусских, управляли казенные палаты во главе с вице-губернаторами (с 1845 г. — председатели казенных палат).
Беларусь в империи Романовых превращалась в заштатную провинцию, что проявилось, в частности, в неразвитости и отсталости местной банковско-кредитной системы. Вместе с тем белорусские земли являлись своеобразным финансовым донором — лишь пять губерний формировали значительную долю доходов государственного бюджета.
Нельзя обойти вниманием и тот факт, что собираемые с белорусских земель доходы неизменно превышали расходы. Так, если в 1900 г. разрыв между ними составлял 19,7 млн руб., то в 1910 г. — уже 22,8 млн руб., а в 1913 г. — 24,1 млн руб.
Бюджетная система в конце существования империи Романовых соответствовала тогдашнему территориальному делению и была четырёхуровневой, состоящей из государственного, земских, городских и мирских бюджетов. Схожее деление характерно и для современной Беларуси.
Основные поступления в государственный бюджет с белорусских земель обеспечивали железные дороги и лесное хозяйство. Второстепенную роль играли акцизы, что объяснялось их поступлением по многим товарам в бюджеты других террито риальных единиц, т. е. по месту производства товаров.
Расходы государственного бюджета в разрезе белорусских губерний составляли незначительную часть от общеимперских.
Ресурсы в основном направлялись на финансирование военных гарнизонов под держку дев ей администрации, то время как затраты на просвещение и здравоохранение были ничтожно малы. Даже Священный синод получал денег почти в 2 раза больше, чем образовательная сфера.
На уровне земских бюджетов должны были решаться местные проблемы, том числе образование и здравоохранение. Однако, в отличие от иных губерний Российской империи, в Северо-Западном крае земства ввели только и 1898 г. да и то с ограничениями.
В соответствии с действующей классификацией земские доходы делились на неокладные и окладные. К неокладным относились всевозможные пошлины, платежи с документов на право торговли, проценты от различных капиталов и т. п.
Свыше половины доходов земств формировалось за счёт поступления от обложения недвижимых имуществ.
Городские бюджеты были весьма скромными. Основные их поступления формировались из внутренних источников: доходов от имущества (земля, здания), от городского коммунального хозяйства, сборов с недвижимого имущества и некоторых других
Структура расходов городских бюджетов Беларуси принципиально отличалась от общероссийской. Если на управление, полицию и военные расходы российских городов направлялось 18,3% сводного бюджета, то белорусских — 33,9%; расходы на здравоохранение в государстве составляли 27,9, а в бюджетах белорусских городов — 6,4, на долю народного образования приходилось соответственно 12,5 и 6,1 %.
Низшим звеном бюджетной системы империи являлись мирские бюджеты (волостные и сельские). Они формировались в основном путем сборов с крестьян.

### Формирование финансовой системы в БССР (1917—1941)
До революции 1917 г. Министерство Финансов являлось ключевым госу дарственным учреждением. Оно определяло экономическую и финансово кредитную политику государства, располагая широчайшими функциями, вследствие чего в определённый период получило название сверхминистерства. В ведении Минфина находились налоги, казначейство, монетный двор, таможня с пограничной службой, торговля, промышленность, железная дорога, Государственный банки и кредитные учреждения. Министерству финансов также подчинялись все коммерческие училища.
После падения Российской империи и революционных перемен 1917 г. финансовой службе в новой структуре власти также отводилась ключевая роль, а ряд функций она унаследовала от царского Минфина. 7 января 1919 года в БССР был создан Комиссариат финансов, который в феврале был преобразован в Народный комиссариат финансов (Наркомфин) БССР.  Формирование новых, советских финансовых органов в БССР осложнялось непростыми политическими и экономическими условиями: чередой войн, разрухой, коллективизацией и т. п. Из-за неоднократной оккупации территории финансовому ведомству республики и его работникам в первые годы при ходилось не раз менять местоположение. В марте 1919 года наркомат был ликвидирован, его функции переданы Наркомфину Литовско-Белорусской ССР. Частой была и смена народных комиссаров финансов, ряд из них впоследствии сделали успешную карьеру на всесоюзном уровне. К сожалению, жизнь большинства руководителей белорусского Наркомфина довоенного периода трагически оборвалась во второй половине 30-х гг. XX в.
Уже в июле 1920 года был создан отдел финансов Минского губернского революционного комитета. 1 августа он был преобразован в отдел финансов Военревкома БССР, 26 августа — в Комиссариат финансов Военревкома БССР, в декабре — в Народный комиссариат финансов БССР. В 1921—1923 годах (по другим данным, до 1924 года) должность наркома финансов БССР занимал уполномоченный Наркомфина РСФСР. В 1924 и 1932 годах принимались Положения о Наркомфине.

### Финансовая система в БССР (1941—1991)
В июне 1941 года Наркомфин БССР временно прекратил деятельность, но уже в 1942 году в Москве была создана оперативная группа Наркомфина, на базе которой была восстановлена деятельность наркомата. С декабря 1943 года по июль 1944 года наркомат базировался в Гомеле, после чего вернулся в Минск.
26 марта 1946 года Наркомфин был преобразован в Министерство финансов, а 21 марта 1952 года было утверждено Положение о Министерстве финансов БССР и его местных органах. Был закреплён союзно-республиканский статус министерства с подчинением Совету Министров БССР и Министерству финансов СССР. В 1954 году Белорусская контора Госбанка СССР была выделена из состава Минфина БССР. 7 августа 1972 года было утверждено новое Положение о Министерстве финансов.
В 1990—1991 годах структура министерства претерпела ряд изменений, что было связано с необходимостью перестройки управления народным хозяйством. Так, в 1990 году в структуре Минфина были созданы Главная государственная инспекция (с 1994 года — Государственный налоговый комитет Республики Беларусь) и государственные налоговые инспекции по областям, городам, районам и районам в городах.

## Структура
В составе Центрального аппарата Минфина насчитывается 12 главных управлений, 9 управлений, 2 департамента, 1 отдел, государственное хранилище ценностей.
Кроме того, Министерству подчиняется ряд организаций, крупнейшая из которых — Белорусское республиканское унитарное страховое предприятие «Белгосстрах».

## Руководство
Текущее руководство (январь 2021):
- Министр: Юрий Михайлович Селиверстов
- Первый заместитель министра: Кийко Дмитрий Николаевич
- Заместители министра: Татаринович Владислав Викентьевич, Тарасевич Ольга Акимовна, Печень Елена Николаевна[12]

Прежнее руководство:
- Степан Петрович Янчук (1991—1994)
- Павел Владимирович Дик (1994—1997)
- Николай Петрович Корбут (1997—2008)
- Андрей Михайлович Харковец (2008—2014)
- Владимир Викторович Амарин (2014—2018)
- Максим Леонидович Ермолович (2018—2020)